# Bhor Ghat
| Blick Richtung Süden auf die Reversing Station am Bhor Ghat bei Khandala, Indien, von 1884. Oben links ist die Duke’s Nose erkennbar. Das Gleis von Pune kommt von links, das von Mumbai von rechts. Das auf dem Hügel endende Gleis ist das Catch Siding. |                         |                                   |                                   |
| |                         |                                   |                                   |
| Streckenlänge: | 28 km                   |                                   |                                   |
| Spurweite: | 1676 mm (Kolonialspur)  |                                   |                                   |
| Stromsystem: | bis 2. Mai 2010: 3 kV = |                                   |                                   |
| Stromsystem: | ab 2. Mai 2010: 25 kV ~ |                                   |                                   |
| Maximale Neigung: | 27 ‰                    |                                   |                                   |
| Minimaler Radius: | 300 m                   |                                   |                                   |
| Streckengeschwindigkeit: | 60 km/h                 |                                   |                                   |
| |                         |                                   |                                   |
| \| \| \| von Mumbai \| \| \| \| 0 \| Palasdari \| 60 m \| \| \| \| nach Khopoli \| \| \| \| \| Up- und Middle-Line / Down-Line \| \| \| \| \| Tunnel No. 1 \| \| \| \| \| Tunnel No. 2 \| \| \| \| \| Tunnel No. 3 \| \| \| \| \| Tunnel No. 4 \| \| \| \| \| Tunnel No. 5 \| \| \| \| \| Tunnel No. 6 \| \| \| \| \| Tunnel No. 7 \| \| \| \| \| Up- und Middle-Line / Down-Line \| \| \| \| \| Tunnel No. 8 / No. 9 \| \| \| \| \| Tunnel No. 10 \| \| \| \| \| Tunnel No. 11 \| \| \| \| \| \| \| \| \| \| Viadukt No. 1 \| \| \| \| \| Tunnel No. 12 / Nr. 13 / Nr. 14 \| \| \| \| \| Viadukt No. 2 \| \| \| \| \| Tunnel No. 15 / Nr. 16 / Nr. 17 \| \| \| \| \| Up-Line / Middle-Line / Down-Line \| \| \| \| \| Viadukt No. 3 \| \| \| \| \| Tunnel No. 18 / Nr. 19 \| \| \| \| \| Tunnel No. 20 \| \| \| \| \| Up- und Middle-Line / Down-Line \| \| \| \| \| Jamrung \| \| \| \| \| Up-Line / Middle- und Down-Line \| \| \| \| \| Tunnel No. 21 \| \| \| \| \| Tunnel No. 22 \| \| \| \| \| Tunnel No. 23 \| \| \| \| \| Tunnel No. 24 \| \| \| \| \| Tunnel No. 25 \| \| \| \| \| Viadukt No. 4 \| \| \| \| \| Viadukt No. 5 \| \| \| \| \| Tunnel No. 26 \| \| \| \| \| Schutzgleis \| \| \| \| 9 \| Thakurvadi \| Thakurvadi \| \| \| \| Schutzgleis \| \| \| \| \| Nagnath \| \| \| \| \| Tunnel No. 30 \| \| \| \| \| Tunnel No. 31 \| \| \| \| \| Tunnel No. 32 \| \| \| \| \| Tunnel No. 27 \| \| \| \| \| Tunnel No. 28 / No. 29 \| \| \| \| \| Up-Line / Middle-Line / Down-Line \| \| \| \| \| Gambirnath-Viadukt \| \| \| \| \| Tunnel No. 36 \| \| \| \| \| Tunnel No. 33 / No. 34 \| \| \| \| \| Tunnel No. 35 \| \| \| \| \| Tunnel No. 37 \| \| \| \| \| Tunnel No. 39 \| \| \| \| \| Tunnel No. 40 \| \| \| \| \| Viadukt Nr. 6, früher Nr. 3 \| \| \| \| \| Tunnel No. 38 \| \| \| \| \| Tunnel No. 41 \| \| \| \| \| \| \| \| \| \| Tunnel No. 43 \| \| \| \| \| \| \| \| \| \| Tunnel No. 42 \| \| \| \| \| Schutzgleis \| \| \| \| \| Up-Line / Middle- und Down-Line \| \| \| \| 16 \| Monkey Hill \| Monkey Hill \| \| \| \| \| \| \| \| \| Tunnel No. 24 / No. 24C \| \| \| \| \| Schutzgleis \| \| \| \| \| Reversing Station, bis 1928 \| \| \| \| \| Schutzgleis \| \| \| \| \| Bhor Ghat, bis 1982 \| \| \| \| \| Tunnel No. 25C (2156 m) \| \| \| \| \| Tunnel No. 24 \| \| \| \| \| Tunnel No. 25 \| \| \| \| \| Tunnel No. 25 \| \| \| \| \| Tunnel No. 26 \| \| \| \| \| Schutzgleis \| \| \| \| \| \| \| \| \| \| Schutzgleis \| \| \| \| 21 \| Khandala \| 618 m \| \| \| \| nach Pune \| \| \| \| \| \| \| \| Quellen: [1] \| \| \| \| |                         |                                   |                                   |
| Strecke |                         | von Mumbai                        | von Mumbai                        |
| Haltepunkt / Haltestelle | 0                       | Palasdari                         | 60 m                              |
| Abzweig geradeaus und nach rechts |                         | nach Khopoli                      | nach Khopoli                      |
| Abzweig geradeaus und nach links · Strecke von rechts |                         | Up- und Middle-Line / Down-Line   | Up- und Middle-Line / Down-Line   |
| Strecke · Tunnel |                         | Tunnel No. 1                      | Tunnel No. 1                      |
| Strecke · Tunnel |                         | Tunnel No. 2                      | Tunnel No. 2                      |
| Strecke · Tunnel |                         | Tunnel No. 3                      | Tunnel No. 3                      |
| Strecke · Tunnel |                         | Tunnel No. 4                      | Tunnel No. 4                      |
| Strecke · Tunnel |                         | Tunnel No. 5                      | Tunnel No. 5                      |
| Strecke · Tunnel |                         | Tunnel No. 6                      | Tunnel No. 6                      |
| Strecke · Tunnel |                         | Tunnel No. 7                      | Tunnel No. 7                      |
| Strecke von links · Abzweig geradeaus und nach rechts · Strecke |                         | Up- und Middle-Line / Down-Line   | Up- und Middle-Line / Down-Line   |
| Strecke · Tunnelanfang · Tunnelanfang |                         | Tunnel No. 8 / No. 9              | Tunnel No. 8 / No. 9              |
| Tunnel · Strecke (im Tunnel) · Strecke (im Tunnel) |                         | Tunnel No. 10                     | Tunnel No. 10                     |
| Tunnel · Strecke (im Tunnel) · Strecke (im Tunnel) |                         | Tunnel No. 11                     | Tunnel No. 11                     |
| Strecke · Tunnelende · Tunnelende |                         |                                   |                                   |
| Brücke · Strecke · Strecke |                         | Viadukt No. 1                     | Viadukt No. 1                     |
| Tunnel · Tunnel · Tunnel |                         | Tunnel No. 12 / Nr. 13 / Nr. 14   | Tunnel No. 12 / Nr. 13 / Nr. 14   |
| Brücke · Strecke · Strecke |                         | Viadukt No. 2                     | Viadukt No. 2                     |
| Tunnel · Tunnel · Tunnel |                         | Tunnel No. 15 / Nr. 16 / Nr. 17   | Tunnel No. 15 / Nr. 16 / Nr. 17   |
| Abzweig geradeaus und von links · Strecke nach rechts · Strecke |                         | Up-Line / Middle-Line / Down-Line | Up-Line / Middle-Line / Down-Line |
| Brücke · Strecke |                         | Viadukt No. 3                     | Viadukt No. 3                     |
| Tunnel · Tunnel |                         | Tunnel No. 18 / Nr. 19            | Tunnel No. 18 / Nr. 19            |
| Strecke · Tunnel |                         | Tunnel No. 20                     | Tunnel No. 20                     |
| Strecke nach links · Abzweig von links und von rechts · Strecke nach rechts |                         | Up- und Middle-Line / Down-Line   | Up- und Middle-Line / Down-Line   |
| Blockstelle |                         | Jamrung                           | Jamrung                           |
| Strecke von links · Abzweig geradeaus und nach rechts |                         | Up-Line / Middle- und Down-Line   | Up-Line / Middle- und Down-Line   |
| Tunnelanfang · Strecke |                         | Tunnel No. 21                     | Tunnel No. 21                     |
| Strecke (im Tunnel) · Tunnel |                         | Tunnel No. 22                     | Tunnel No. 22                     |
| Strecke (im Tunnel) · Tunnel |                         | Tunnel No. 23                     | Tunnel No. 23                     |
| Strecke (im Tunnel) · Tunnel |                         | Tunnel No. 24                     | Tunnel No. 24                     |
| Tunnelende · Tunnel |                         | Tunnel No. 25                     | Tunnel No. 25                     |
| Brücke · Strecke |                         | Viadukt No. 4                     | Viadukt No. 4                     |
| Brücke · Strecke |                         | Viadukt No. 5                     | Viadukt No. 5                     |
| Tunnel · Strecke |                         | Tunnel No. 26                     | Tunnel No. 26                     |
| Strecke · Abzweig geradeaus und von rechts |                         | Schutzgleis                       | Schutzgleis                       |
| Strecke · Haltepunkt / Haltestelle | 9                       | Thakurvadi                        | Thakurvadi                        |
| Abzweig geradeaus und von links · Strecke |                         | Schutzgleis                       | Schutzgleis                       |
| Blockstelle · Strecke |                         | Nagnath                           | Nagnath                           |
| Tunnel · Strecke |                         | Tunnel No. 30                     | Tunnel No. 30                     |
| Tunnel · Strecke |                         | Tunnel No. 31                     | Tunnel No. 31                     |
| Tunnelanfang · Abzweig geradeaus und nach links · Strecke von rechts |                         | Tunnel No. 32                     | Tunnel No. 32                     |
| Strecke (im Tunnel) · Tunnel · Strecke |                         | Tunnel No. 27                     | Tunnel No. 27                     |
| Strecke (im Tunnel) · Tunnelanfang · Tunnelanfang |                         | Tunnel No. 28 / No. 29            | Tunnel No. 28 / No. 29            |
| Tunnelende · Strecke (im Tunnel) · Strecke (im Tunnel) |                         | Up-Line / Middle-Line / Down-Line | Up-Line / Middle-Line / Down-Line |
| Brücke · Tunnelende · Tunnelende |                         | Gambirnath-Viadukt                | Gambirnath-Viadukt                |
| Tunnelanfang · Strecke · Strecke |                         | Tunnel No. 36                     | Tunnel No. 36                     |
| Strecke (im Tunnel) · Tunnel · Tunnel |                         | Tunnel No. 33 / No. 34            | Tunnel No. 33 / No. 34            |
| Strecke (im Tunnel) · Tunnel · Strecke |                         | Tunnel No. 35                     | Tunnel No. 35                     |
| Tunnelende · Tunnel · Strecke |                         | Tunnel No. 37                     | Tunnel No. 37                     |
| Tunnel · Strecke · Strecke |                         | Tunnel No. 39                     | Tunnel No. 39                     |
| Tunnel · Strecke · Strecke |                         | Tunnel No. 40                     | Tunnel No. 40                     |
| Brücke · Strecke · Strecke |                         | Viadukt Nr. 6, früher Nr. 3       | Viadukt Nr. 6, früher Nr. 3       |
| Tunnelanfang · Tunnel · Strecke |                         | Tunnel No. 38                     | Tunnel No. 38                     |
| Strecke (im Tunnel) · Tunnel · Strecke |                         | Tunnel No. 41                     | Tunnel No. 41                     |
| Strecke (im Tunnel) · Abzweig geradeaus und von links · Strecke nach rechts |                         |                                   |                                   |
| Strecke (im Tunnel) · Tunnel |                         | Tunnel No. 43                     | Tunnel No. 43                     |
| Strecke (im Tunnel) · Tunnel |                         |                                   |                                   |
| Tunnelende · Strecke |                         | Tunnel No. 42                     | Tunnel No. 42                     |
| Strecke · Abzweig geradeaus und von rechts |                         | Schutzgleis                       | Schutzgleis                       |
| Strecke nach links · Abzweig geradeaus und von rechts |                         | Up-Line / Middle- und Down-Line   | Up-Line / Middle- und Down-Line   |
| Blockstelle | 16                      | Monkey Hill                       | Monkey Hill                       |
| Strecke von links (außer Betrieb) · Abzweig ehemals quer und von links · Abzweig geradeaus und nach rechts |                         |                                   |                                   |
| Abzweig geradeaus und von links (Strecke außer Betrieb) · Kreuzung geradeaus unten (Querstrecke außer Betrieb) · Kreuzung geradeaus unten (Querstrecke außer Betrieb) · Strecke von rechts (außer Betrieb) |                         | Tunnel No. 24 / No. 24C           | Tunnel No. 24 / No. 24C           |
| Abzweig geradeaus und nach links (Strecke außer Betrieb) · Strecke · Strecke · Strecke (außer Betrieb) |                         | Schutzgleis                       | Schutzgleis                       |
| Kopfbahnhof Streckenende (Strecke außer Betrieb) · Strecke · Strecke · Strecke (außer Betrieb) |                         | Reversing Station, bis 1928       | Reversing Station, bis 1928       |
| Abzweig geradeaus und ehemals von links · Strecke · Strecke (außer Betrieb) |                         | Schutzgleis                       | Schutzgleis                       |
| ehemalige Blockstelle · Strecke · Strecke (außer Betrieb) |                         | Bhor Ghat, bis 1982               | Bhor Ghat, bis 1982               |
| Strecke · Tunnelanfang · Strecke (außer Betrieb) |                         | Tunnel No. 25C (2156 m)           | Tunnel No. 25C (2156 m)           |
| Strecke · Strecke (im Tunnel) · Tunnel (Strecke außer Betrieb) |                         | Tunnel No. 24                     | Tunnel No. 24                     |
| Strecke · Strecke (im Tunnel) · Tunnel (Strecke außer Betrieb) |                         | Tunnel No. 25                     | Tunnel No. 25                     |
| Tunnel · Strecke (im Tunnel) · Strecke (außer Betrieb) |                         | Tunnel No. 25                     | Tunnel No. 25                     |
| Tunnel · Tunnelende · Strecke (außer Betrieb) |                         | Tunnel No. 26                     | Tunnel No. 26                     |
| Abzweig geradeaus und von links · Abzweig geradeaus und von links · Strecke (außer Betrieb) |                         | Schutzgleis                       | Schutzgleis                       |
| Strecke nach links · Abzweig geradeaus, von rechts und ehemals von links · Strecke nach rechts (außer Betrieb) |                         |                                   |                                   |
| Abzweig geradeaus und ehemals von rechts |                         | Schutzgleis                       | Schutzgleis                       |
| Haltepunkt / Haltestelle | 21                      | Khandala                          | 618 m                             |
| Strecke |                         | nach Pune                         | nach Pune                         |
| |                         |                                   |                                   |
| Quellen: |                         |                                   |                                   |

Bhor Ghat (Marathi: भोर घाट) oder Bhore Ghaut ist eine Passhöhe auf 622 m Höhe über dem Meeresspiegel ungefähr 65 km südöstlich von Mumbai in den Westghats. Der Ghat liegt auf dem Handelsweg von Mumbai über Pune nach Hyderabad und Kalkutta und erstellt eine Verbindung von Mumbai zum Dekkan-Plateau im südlichen Teil des Indischen Subkontinents. Der Bhor Ghat zusammen mit dem Thal Ghat sind die einzigen Stellen in der Nähe von Mumbai, wo die Westghats überwunden werden können. Die Eisenbahn überquert den Pass von Palasdari nach Khandala und der Straße von Khopoli nach Khandala – alle genannten Orte liegen in Maharashtra, Indien.

## Geschichte

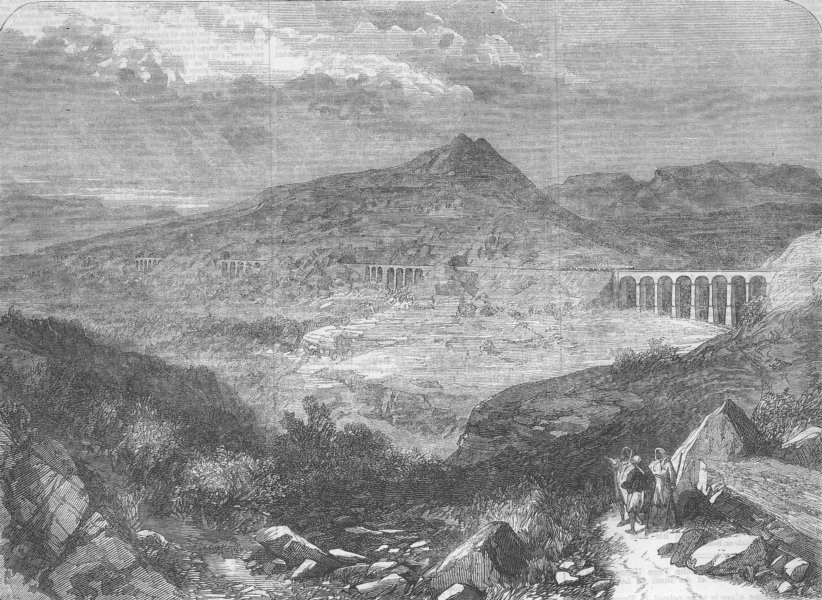
Die aufwendig aus Stein errichteten Viadukte in einer Darstellung von 1867

Die Entdeckung einer Passhöhe, die eine mit Fahrzeugen befahrbare Route ermöglichte, geht wohl auf den Hinweis eines ortsansässigen Dhangar-Hirten mit dem Namen Shigroba zurück. Über diese Route wurde 1830 die Bhor-Ghat-Straße nach Pune gebaut, die bald zu einem wichtigen Handelsweg für Güter aus dem Landesinneren in die Hafenstadt Mumbai werden sollte.
Der Bau der Bahnstrecke der Great Indian Peninsula Railway begann noch vor der Zeit Britisch-Indiens im Januar 1856.  Während des Baus starben etwa 25.000 Arbeiter durch Unfälle und Krankheiten. Eine Eisenbahn über den Bhor Ghat zu bauen, war laut einer Mitteilung im Engineering Magazine von 1899 eine Meisterleistung des Kolonialismus, die den Bau der Strecke mit der militärische Aktionen eines effektiven und langanhaltenden Angriffs verglich, und dass die Eisenbahn, der Kanal und der Hafen die wirklichen Waffen beim Aufbau einer Kolonie seien.
Während der Bauarbeiten stieg die Anzahl der Arbeiter von 10.000 im Jahr 1856 über 20.000 im Jahr 1857 auf einen Höhepunkt von 42.000 im Januar 1861. Für die ursprüngliche Bergstrecke wurden 25 Tunnel und acht steinerne Viadukte gebaut, 1,5 Mio. m³ Fels gesprengt und abtransportiert sowie Böschungen aus 1,9 Mio. Kubikmeter Material aufgeschüttet. Der Gesamtpreis lag bei 1.100.000 £, d. h. 70.000 £ pro Meile.
Bei der feierlichen Eröffnung, die am 21. April 1863 bei Khandala in der Nähe des höchsten Punkts der Bergstrecke abgehalten wurde, erwähnte der Gouverneur der Bombay Presidency, Sir Bartle Frere in seiner Rede, dass er sich sicher sei, dass in Zukunft die Arbeit der englischen Ingenieure auf den Ghats den Platz einnehmen werde, den bisher die Halbgötter der Höhlentempel von West-Indien innehatten, die der einfachen Landbevölkerung als Symbol für übermenschliche Stärke und unsterbliche Konstruktionskenntnis galten.

## Eisenbahn

### Streckenbeschreibung
Die Bahnstrecke Palasdari–Khandala von 1863 ist 24 km lang und hat eine maßgebende Steigung von 27 ‰. Der Streckenabschnitt weist 28 Tunnel und 22 steinerne Viadukte auf. Das Trassee folgt von Palasdari einem Sporn, der bei Khandala aus der Hauptflanke der Westghats herausragt und die linke Seite des Ulhas-Tals bildet. Ausgehend von Palasdari folgt die Strecke für die ersten sechs Kilometer der Westflanke des Sporns, der an dieser Stelle vom Songiri gebildet wird. Die Steigung in diesem Bereich beträgt 20 bis 25 ‰. Bei der Blockstelle Jamrung überquert die Strecke einen Pass im Sporn und folgt danach dessen Ostflanke, wo der auf einer Terrasse liegende Haltepunkt Thakurvadi erreicht wird. Die Strecke folgt weiter der Talflanke und passiert nach knapp sechs Kilometern den Monkey Hill auf dessen Ostseite. Von da folgte die Strecke praktisch auf der Krete des Sporns bis zur Reversing Station ‚Spitzkehrenbahnhof‘. Diesen verließ sie in nördlicher Richtung, gewann Höhe entlang der Westflanke des Battery Hills, umfuhr den oberen Teil der Schlucht unterhalb des Duke’s Nose und verschwand ostwärts in einem Tunnel. Danach führte die Strecke in Richtung Süden nach Khandala, wo sie von Westen in den Bahnhof geführt wurde.
Die Strecke von 1863 wurde in den Jahren 1926 bis 1928 umgebaut. Der Spitzkehrenbahnhof wurde aufgehoben. Das neue Trassee verlässt unterhalb der Einfahrt zum Spitzkehrenbahnhof das alte Trassee und steigt weiter entlang dem Ausläufer des Duke’s Nose an und unterquert diesen mit einem Tunnel, so dass sie direkt von Westen her in den Bahnhof Khandala gelangt. Spuren der Spitzkehre sind kaum noch zu sehen, die ehemalige Trassee wird vom Mumbai–Pune Expressway genutzt, wobei die Fahrspur in Richtung Pune den alten  Tunnel Nr. 24 benutzt.
Im Jahre 1982 wurde ein drittes Gleis der Bhor Ghat-Strecke in Betrieb genommen. Es verläuft von Khandala durch einen 2,2 km langen Tunnel unter dem Khandala-Plateau hindurch und folgt erst beim Tunnel 24 der bestehenden Trassee. Unterhalb Money Hill wird das Gleis auf der westlichen Seite des von Khandala ausgehenden Geländesporns geführt. In Nagnaht gibt es ein Schutzgleis, bei Jamrung wurden die bestehenden Gleise wieder erreicht.
Die drei Gleise der Strecke Palasdari–Khandala werden Up-Line, Middle-Line und Down-Line genannt. Die Bezeichnungen haben keine Beziehung zu den berg- oder talwärts fahrenden Zügen, sondern zu den Richtungen, wie sie im Fahrplan festgelegt sind. Die talwärts fahrenden Züge benutzen deshalb die Up-Line.
Der Bahnhof Khandala, die Blockstellen Monkey Hill und Nagnath sowie der Haltepunkt Thakurvadi sind mit Catch Sidings ‚Fang- oder Schutzgleisen‘, ausgerüstet. Sie dienen dazu talwärts fahrende Züge bei Bremsversagen sicher zum Stehen zu bringen. Sollte ein Zug nicht bremsen können, wird er in das Schutzgleis geleitet, das steil bergaufwärts führt und so den Zug zum Stehen bringen soll.

### Betrieb
Anfangs wurden Dampflokomotiven für die Personen- und Güterzüge eingesetzt. Der Betrieb auf der Gebirgsstrecke war aufwändig, weshalb in den 1920er Jahren die Elektrifizierung vorbereitet wurde.
Ab 1929–30 wurde die Great Indian Peninsula Railway auf der Strecke von Bombay (Mumbai) nach Poona (Pune) mit 1500 Volt Gleichstrom elektrifiziert. Die Güterzüge wurden von Lokomotiven der EF/1-Klasse geführt, die später bei Indian Railways als WCG-1-Klasse bezeichnet wurden. Diese Lokomotiven wurden auch zum Nachschieben der Reisezüge eingesetzt. Vor den Personen- und Schnellzügen wurden die Lokomotiven der EA/1-Klasse eingesetzt, die bei Indian Railways als WCP-1-Klasse bezeichnet wurden. Beide Lokomotiv-Klassen basierten auf Schweizer Technologie. Die EA/1-Klasse war bei ihrer Ablieferung mit einer Höchstgeschwindigkeit von 85 Meilen per Stunde (137 km/h) die schnellsten in Serie gebaute Elektrolokomotiven der Welt. Die Lokomotiven der EF/1-Klasse gehören zu der Familie der Krokodil-Lokomotiven.

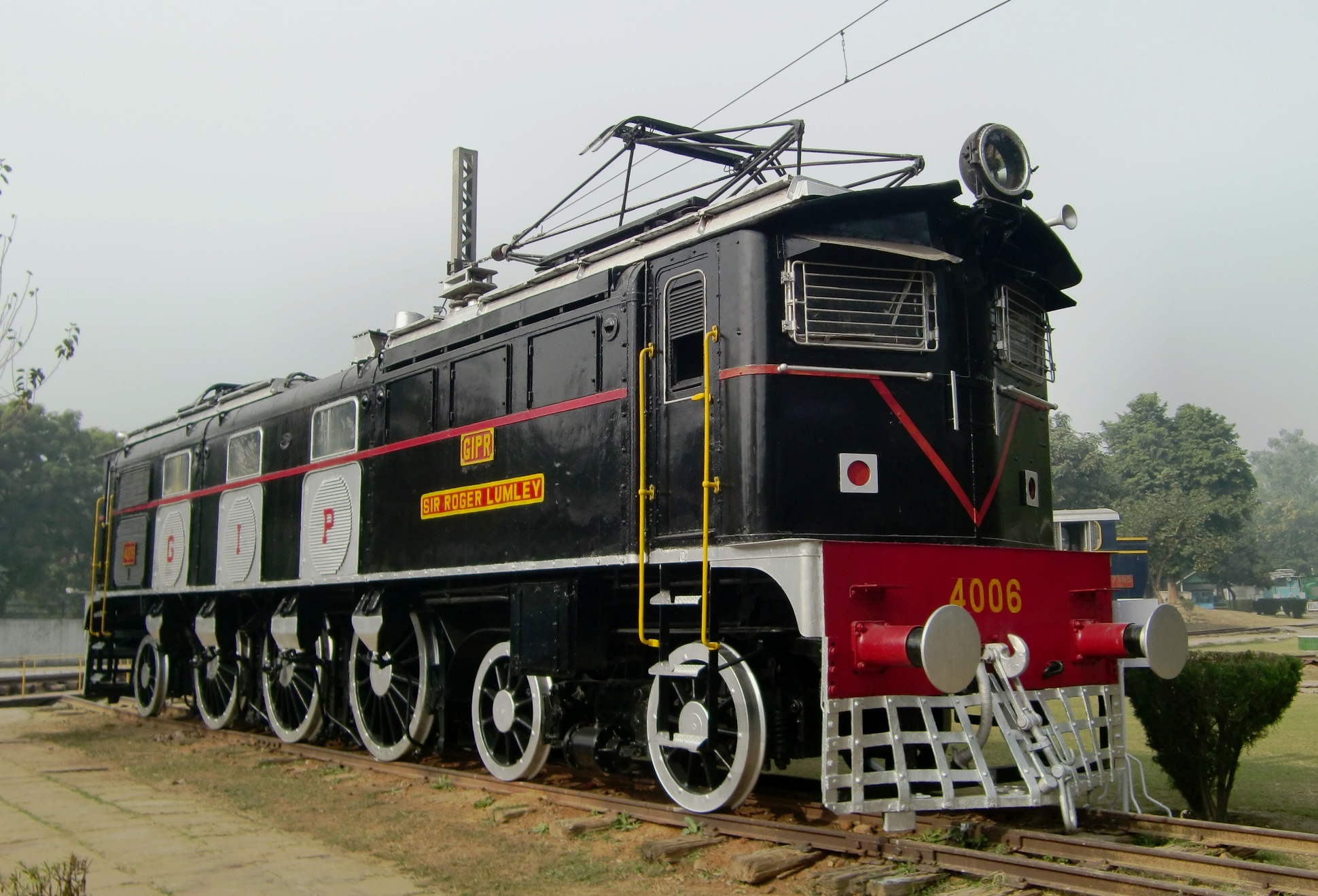
EA/1-Klasse für Reisezüge
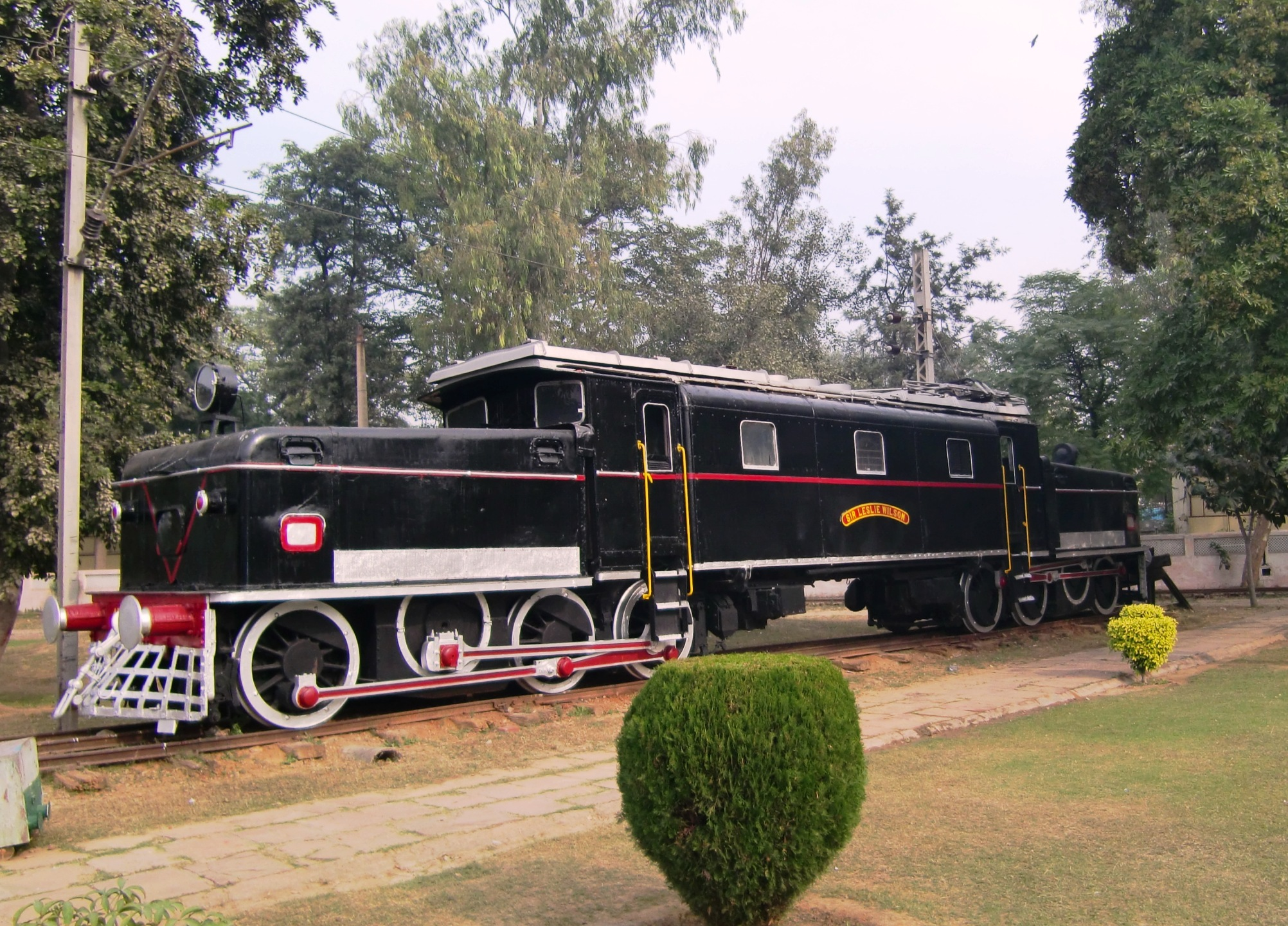
EF/1-Klasse für Güterzüge

Die Lokomotiven aus der Anfangszeit des elektrischen Betriebes zeigten gegen Ende der 1960er Jahre Altersschwächen. Sie sollten anfänglich durch Lokomotiven der WCM-Klasse ersetzt werden, die sich aber vor Güterzügen am Bhor Ghat nicht bewährten.
Es wurden deshalb ab 1970 Lokomotiven der Klasse WCG-2 beschafft. Diese Lokomotiven waren bei Ablieferung die leistungsfähigsten schwersten und stärksten Lokomotiven von Indian Railways. Sie führten die Güterzüge über den Bhor Ghat und schoben die Reisezüge über den Pass nach.

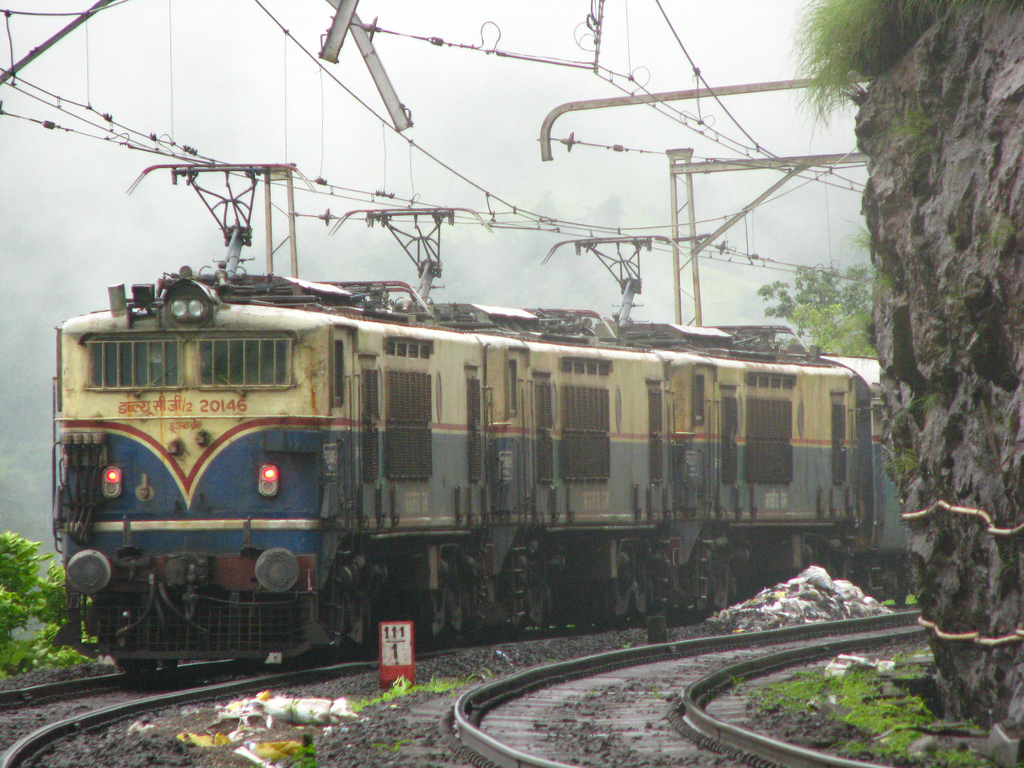
Dreifachtraktion WCG-2 beim Nachschieben eines Reisezugs

Im Mai 2010 wurde der elektrische Betrieb von Gleich- auf Wechselstrom umgestellt. Der Schiebedienst wurde von WAG-9 Lokomotiven übernommen. Die WCG-2 Lokomotiven hatten keine Aufgabe mehr und wurden deshalb nach 40 Dienstjahren verschrottet.
Auf der Bhor Ghat-Rampe werden alle Züge nachgeschoben. Der Schiebedienst wird meist von einer Doppel- oder Dreifachtraktion ausgeführt, die in Lonavala abgehängt wird und über die Middle-Line nach Palasdari zurückkehrt. Die Schiebelokomotiven werden von der lokalen Bevölkerung als Transportmittel benutzt. Die Leute dürfen nicht in die Führerstände steigen, werden aber geduldet, wenn sie auf der Pufferbohle mitfahren.
Talwärts fahrende Züge müssen in Khandala, Monkey Hill und Nagnath oder Thaurvadi einen technischen Halt von einigen Minuten einlegen. Sollten die Züge nicht halten können, werden sie in das Schutzgleis geleitet. Der Halt muss genügend lange sein, dass alle Hilfsluftbehälter der Wagen und die Hauptluftbehälter der Lokomotive wieder vollständig gefüllt sind. Nur so ist sichergestellt, dass die Druckluftbremse voll funktionsfähig ist.

### Bahnhöfe und Haltepunkte
| Eisenbahnstationen am Bhor Ghat | Eisenbahnstationen am Bhor Ghat | Eisenbahnstationen am Bhor Ghat | Eisenbahnstationen am Bhor Ghat | Eisenbahnstationen am Bhor Ghat          | Eisenbahnstationen am Bhor Ghat | Eisenbahnstationen am Bhor Ghat |
| Nr.                             | Haltestellenname                | Haltestellenname                | Haltestellenname                | Beschreibung                             | km                              |                                 |
| Nr.                             | Englisch                        | Marathi                         | Stations-Code                   | Beschreibung                             | km                              |                                 |
| ------------------------------- | ------------------------------- | ------------------------------- | ------------------------------- | ---------------------------------------- | ------------------------------- | ------------------------------- |
| 1                               | Palasdari                       | पळसदरी                           | PDI                             | Start                                    | 0                               |                                 |
| 2                               | Thakurvadi                      | ठाकुरवाडी                           | TKW                             | Haltepunkt                               | 9                               |                                 |
| 3                               | Monkey Hill                     | मंकी हिल                           | MNLC                            | Technischer Halt, kein Fahrkartenverkauf | 16                              |                                 |
| 4                               | Khandala                        | खंडाळा                             | KAD                             | Ende                                     | 21                              |                                 |

## Straßen

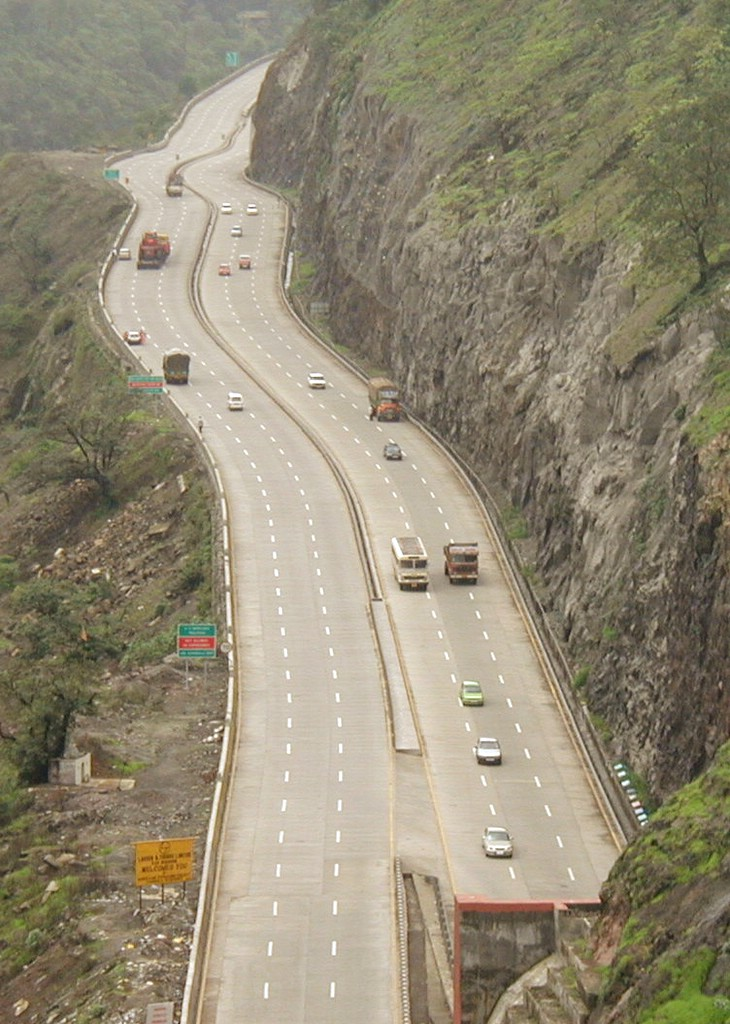
Der Mumbai-Pune Expressway am Bhor Ghat

Die erste Straße von 1830 führte von Khopoli mit ungefähr 40 Kehren auf die Passhöhe. Sie war 4,8 km lang.
Die heutige Passstraße zwischen Khopoli und Khandala ist 18 Kilometer lang. Der Mumbai–Pune Express Highway hat sechs Spuren, während der alte Mumbai–Pune Highway vier Spuren hat. Es sollen zwei vierspurige Tunnel zwischen der Khalapur-Mautstation bei Khopoli und dem Sinhagad-Institut in Lonavala gebaut werden, um die Passhöhe zu umgehen, wenn der Mumbai–Pune Express Highway  auf acht Spuren ausgebaut wird. Der alte Mumbai–Pune Highway wird dann über die jetzige Strecke des sechsspurigen Mumbai–Pune Express Highway geführt werden, wodurch auch eine Streckenverkürzung von 18 auf 12 Kilometer erzielt wird.